# Plaza de Montecitorio

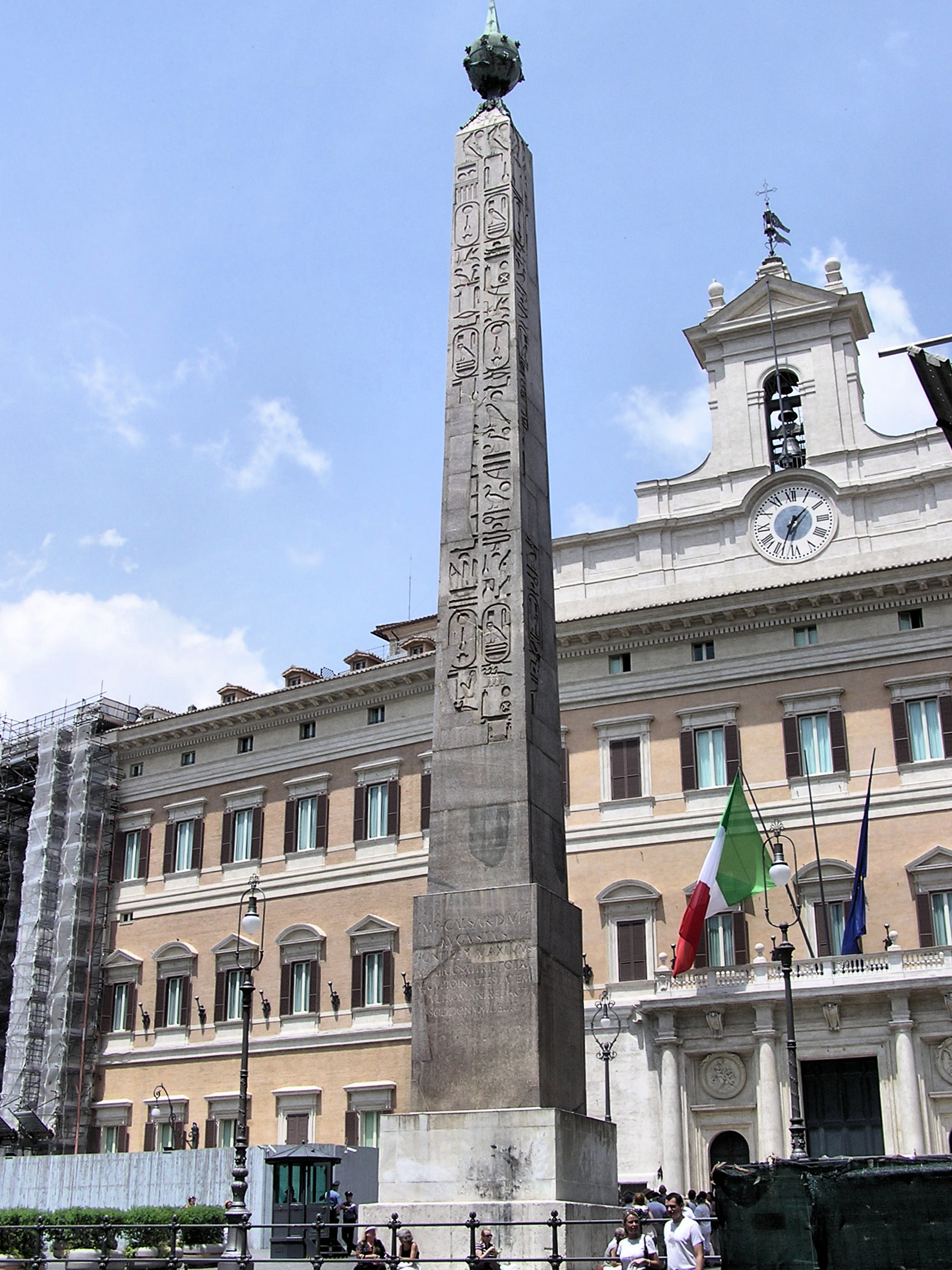
Obelisco de Montecitorio, con la cámara de diputados (Palacio Montecitorio) detrás, en la plaza Montecitorio.

La plaza de Montecitorio (en italiano, Piazza di Monte Citorio o Piazza Montecitorio) es una plaza de Roma (Italia). Recibe su nombre del Monte Citorio, una de las colinas de Roma menores. Queda al este de la plaza Colonna y a unos 250 metros al norte del Panteón de Agripa.
La plaza contiene un obelisco egipcio de granito rojo de Psamético II (595-589 a. C.) de Heliópolis. Lo trajo a Roma con el obelisco flaminio en el año 10 a. C. el emperador romano Augusto para ser usado como el gnomon del Solarium Augusti. Mide 21,79 metros de alto y 33,7 si se incluye la base y el globo.
Además, da a ella el Palacio Montecitorio.
La base de la columna de Antonino Pío también estuvo aquí en el pasado.
- Datos: Q2579746
- Multimedia: Piazza di Monte Citorio / Q2579746